# Coelorinchus ventrilux
Coelorinchus ventrilux es una especie de pez de la familia Macrouridae en el orden de los Gadiformes.

## Morfología
• Los machos pueden llegar alcanzar los 30 cm de longitud total.

## Hábitat
Es un pez de aguas profundas que vive entre 300-500 m de profundidad.

## Distribución geográfica
Se encuentra en las Indias Occidentales.